# Bandeira da Sibéria
A Bandeira da Sibéria (em russo: Флаг Сибири) é a bandeira não oficial usada para representar a região da Sibéria. Esta bandeira começou a ser amplamente utilizada durante a Guerra Civil Russa e a curta República Siberiana. Após o fracasso, a bandeira continuou a representar os sentimentos do regionalismo siberiano.

## Características

### Descrição
A bandeira é geralmente exibida com uma divisão diagonal do canto superior esquerdo para o canto inferior direito, onde o branco fica no canto inferior esquerdo e o verde no canto superior direito.

### Cores
| Cores | Branco      | Verde       |
| ----- | ----------- | ----------- |
| RGB   | 255 255 255 | 000 128 000 |
| HTML  | FFFFFFF     | 008000      |
| VHS   | 0 0 100     | 120 100 51  |

- Branco — representa neve
- Verde — representa a taiga

## História

### Criação
Em 1853, uma bandeira de listras horizontais brancas e verdes apareceu pela primeira vez como a bandeira da comunidade estudantil siberiana da Universidade Estatal de Cazã.  A provável origem da coloração está no brasão de armas do Oblast de Tomsk, de onde veio a maioria dos estudantes.
Então, na década de 1880, o uso de bandeiras branco-esverdeadas se espalhou para reuniões de estudantes siberianos em São Petersburgo, lideradas pelo Sr. NM Yadrintsev.
Em 5 de agosto de 1917, ocorreu uma conferência das organizações regionalistas da Sibéria, onde a reunião aprovou por unanimidade o seguinte como bandeira oficial:
| “ | A bandeira nacional da Sibéria é uma combinação de duas cores: branco e verde. O branco representa a neve siberiana e o verde representa a taiga siberiana. A bandeira tem formato retangular, dividido por uma diagonal que vai do canto superior esquerdo ao canto inferior direito. A parte superior será verde e a inferior, branca. | ” |

### Governo Provisório da Sibéria
Em 28 de janeiro de 1918, foi eleito o Governo Provisório da Sibéria, que incluía muitas organizações militares e políticas antissovietismos. Este governo usou a bandeira branca e verde durante grande parte de sua existência. 
A bandeira siberiana também foi hasteada em prédios estaduais, e a bandeira do Exército Siberiano também era muito semelhante, mas com uma Cruz de São Jorge.
Em 26 de maio de 1918, uma revolta armada da Legião Checoslovaca e do esquadrão local de socialistas revolucionários oficiais começou em Novosibirsk. Braçadeiras brancas e verdes se tornaram a marca de identificação de seus participantes. O Comissariado da Sibéria Ocidental do Governo Siberiano declarou que “de acordo com a resolução do Congresso Regional Extraordinário da Sibéria, as cores da bandeira da Sibéria Autônoma, branco e verde, são estabelecidas - o emblema das neves e florestas da Sibéria”. 
Os símbolos brancos e verdes eram frequentemente usados em faixas de unidades militares. Na sala de reuniões da Duma Regional da Sibéria, uma faixa branca e verde foi pendurada com a inscrição “Através da Sibéria autônoma para o renascimento de uma Rússia livre”, e um total de 207 distintivos brancos e verdes foram feitos para os deputados.
O caráter oficial da bandeira siberiana foi reconhecido tanto pelo governo siberiano em Omsk quanto pelo governo da Sibéria em Vladivostok. A resolução datada de 30 de julho de 1918, assinada pelo Presidente do Conselho de Ministros P. Derber e pelo Secretário de Estado em exercício EV Zakharov declarou: “aprovar para promulgação a forma da bandeira siberiana adotada pela Conferência de Tomsk de organizações públicas da Sibéria em 5 de agosto de 1917 (branco-verde), e junto com a bandeira da Sibéria, é permitido pendurar a bandeira tricolor de toda a Rússia". 

### Uso não oficial
Em 3 de novembro de 1918, a República Siberiana foi oficialmente dissolvida, e assim o uso estatal da bandeira siberiana terminou. No entanto, esta bandeira continua a ser usada não oficialmente. Por exemplo, em 27 de junho de 1919, o Governante Supremo da Rússia, Aleksandr Kolchak, estabeleceu a Ordem de Libertação da Sibéria. O símbolo da ordem era uma cruz verde, com duas listras de fitas, “uma branca, a outra verde”, refletindo o esquema de cores da bandeira da Sibéria
Até o início de 1920, algumas unidades militares do Exército Branco mantiveram os estardantes e laços siberianas em seus cocares. Perto do fim da Guerra Civil Russa, alguns guerrilheiros antibolcheviques continuaram a usar símbolos brancos e verdes.
Durante a era soviética, a bandeira ou os símbolos derivados dela não eram usados. Entretanto, desde a dissolução da União Soviética, as bandeiras de algumas entidades administrativas refletiam o mesmo esquema de cores da bandeira siberiana.
Após a invasão da Ucrânia pela Rússia, o Batalhão Sibir, um batalhão da Legião Internacional de Defesa Territorial da Ucrânia composto por voluntários da Sibéria, usa a bandeira. 